# Tokurei Sochi Dantai Stella Jo-Gakuin Kōtō-ka Shīkyūbu C³-bu
Tokurei Sochi Dantai Stella Jo-Gakuin Kōtō-ka C3-bu (特例措置団体ステラ女学院高等科Ｃ3部 Tokurei Sochi Dantai Stella Jo-Gakuin Kōtō-ka Shīkyūbu?, lit. Academia de mujeres Stella, división preparatoria clase C3), también conocida con la abreviación C３-Bu (C３部 Shīkyūbu?), es una serie de manga escrita por Ikoma e ilustrada por Tomomoka Midori. Una adaptación en anime hecha por Gainax fue emitida entre el 4 de julio y el 26 de septiembre de 2013, siendo transmitida simultáneamente por Crunchyroll.

## Sinopsis
Yura Yamato ha sido transferida a la prestigiosa Academia de Mujeres Stella (ステラ女学院 Sutera Jogakuin?), y descubre que es difícil encontrar amigas en su primer día de escuela. Ahí, con ayuda de Rento, se encuentra con el club de airsoft de la escuela, llamado C³ (derivado de las iniciales de comando, control y comunicación).
Yura se da cuenta de que quiere ser uno de sus miembros. La historia gira en torno a las experiencias de Yura como un miembro del Club C³ y sus interacciones con sus compañeras.

## Personajes
Yura Yamato (大和 ゆら Yamato Yura?)

Voz por: Yui Makino
Una estudiante de primer año que fue transferida recientemente desde una escuela secundaria desconocida. Es tímida y siempre quiso tener amigos, y termina en el Club C³ después de reunirse con Sonora y los demás. En la medida en que participa en más partidos y profundiza su formación personal autodidacta, se vuelve mucho más centrada y lo suficientemente formidable como para luchar a la par y posiblemente superar a Sonora y Rin, que son probablemente las mejores pistoleras del grupo. Ella tiene una imaginación activa que le permite visualizar sus partidos como verdaderas batallas, lo que a menudo ayuda a perfeccionar sus instintos. Su arma es una réplica del subfusil Skorpion vz. 61 que le fue dada por Sonora.
Sonora Kashima (鹿島 そのら Kashima Sonora?)
Voz por: Miyuki Sawashiro
Estudiante de tercer año y la presidenta del Club C³. Conocida por su buena apariencia en contraste con su personalidad ruda. Sonora es compañera de cuarto de Yura y, a su regreso de una competencia en Estados Unidos, se convierte en entrenadora de Yura en el manejo de armas de fuego. Al interior del club, Sonora es temida por su experiencia en la lucha usando una variedad de armas de fuego, aunque parece mostrar una preferencia hacia el uso de dos pistolas al mismo tiempo. Es propietaria de una réplica de la pistola IMI Desert Eagle y de varios artículos de tiro competitivo, que almacena en su habitación. Es ella quien le dio a Yura su Škorpion vz. 61, que Sonora a su vez recibió de su "maestro".
Rento Kirishima (霧島 れんと Kirishima Rento?)
Voz por: Rima Nishizaki
Estudiante de primer año. Ella es la bromista del Club C³, despistada y de cara amistosa. Ella actúa como una unidad de apoyo, ayudando a sus aliados en combate. Aparece en la secuencia de apertura con una réplica del fusil de asalto AK-47. Su familia dirige una tienda de dulces, y como resultado tiene una afinidad por los productos horneados y dulces en general.
Karila Hatsuse ((初瀬 カリラ Hatsuse Karila?)
Voz por: Ai Kayano
Estudiante de segundo año. Es tres cuartas partes japonesa. Karila es conocida no solo por su personalidad de "marimacho", sino por su carácter único. Karila es considerada el as del Club C³, conocida por su incomparable movilidad y experiencia en combate en espacios cerrados. Se la ve principalmente usando una réplica del subfusil automático FN P90 como su arma principal.
Honoka Mutsu (陸奥 ほのか Mutsu Honoka?)
Voz por: Chiwa Saitō
Estudiante de segundo año. Ella a menudo muestra una personalidad tranquila y una mente aguda, y también es conocida por ser una estudiante académicamente destacada. En combate, actúa como comandante, dirigiendo a sus aliados en batalla y formulando tácticas. Ella usa una réplica del fusil de asalto Heckler & Koch G36 en su versión carabina (k, kurz).
Yachiyo Hinata (日向 八千代 Hinata Yachiyo?)
Voz por: Madoka Yonezawa
Una estudiante de primer año, y la enérgica "niña mimada" del Club C³. Ella es la nieta del presidente de la Academia de Mujeres Stella. Su punto fuerte es el combate de largo alcance usando rifles de francotirador. Yachiyo es propietaria de una réplica del fusil de francotirador Arctic Warfare Suppressed fabricada por Tokyo Marui.